# Santo Domingo-Caudilla
Santo Domingo-Caudilla è un comune spagnolo di 1 021 abitanti situato nella comunità autonoma di Castiglia-La Mancia.